# Lancia Prisma
Lancia Prisma (заводское название Type 831) — среднеразмерный автомобиль, производившийся итальянской компанией Lancia с 1982 по 1989 годы. Это была седан-версия хетчбэка Lancia Delta первого поколения, как и у автомобиля Delta, дизайнером Prisma был Джорджетто Джуджаро.

## История
Трансформированию Delta в кузов седана способствовал оригинальный проект дизайнера Джорджетто Джуджаро, работавшего над машиной между 1979 и 1980 годами. У обоих автомобилей одна база (в том числе 2475 мм колёсной базы), трансмиссия, двери и лобовые стёкла.

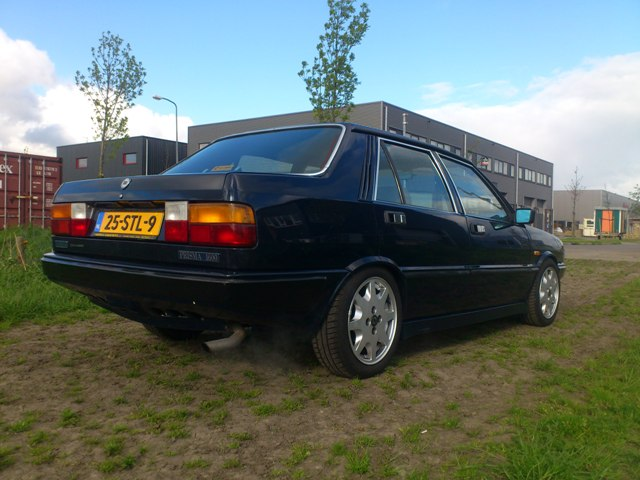
Lancia Prisma 1600, вид сзади

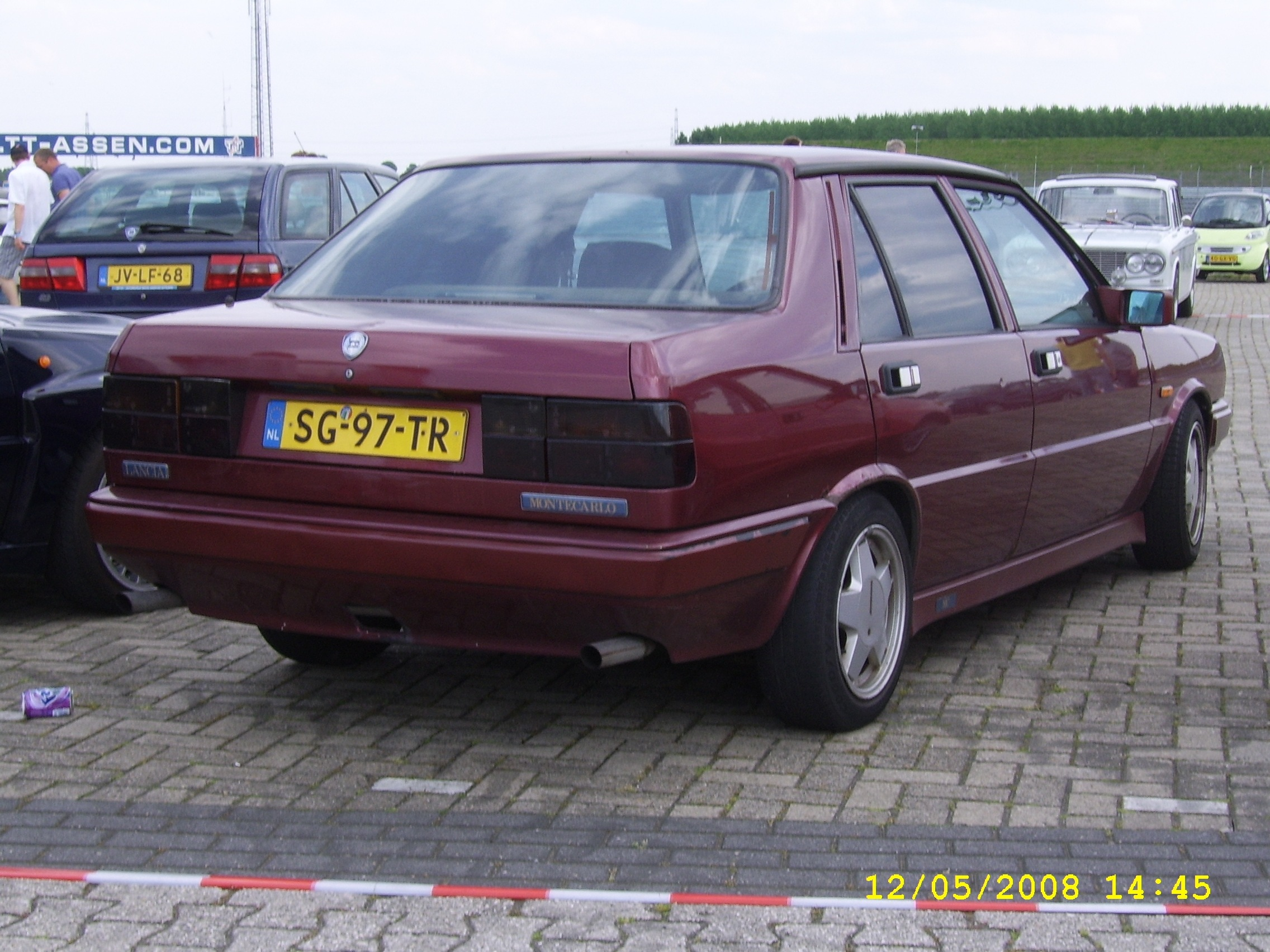
Вид сзади

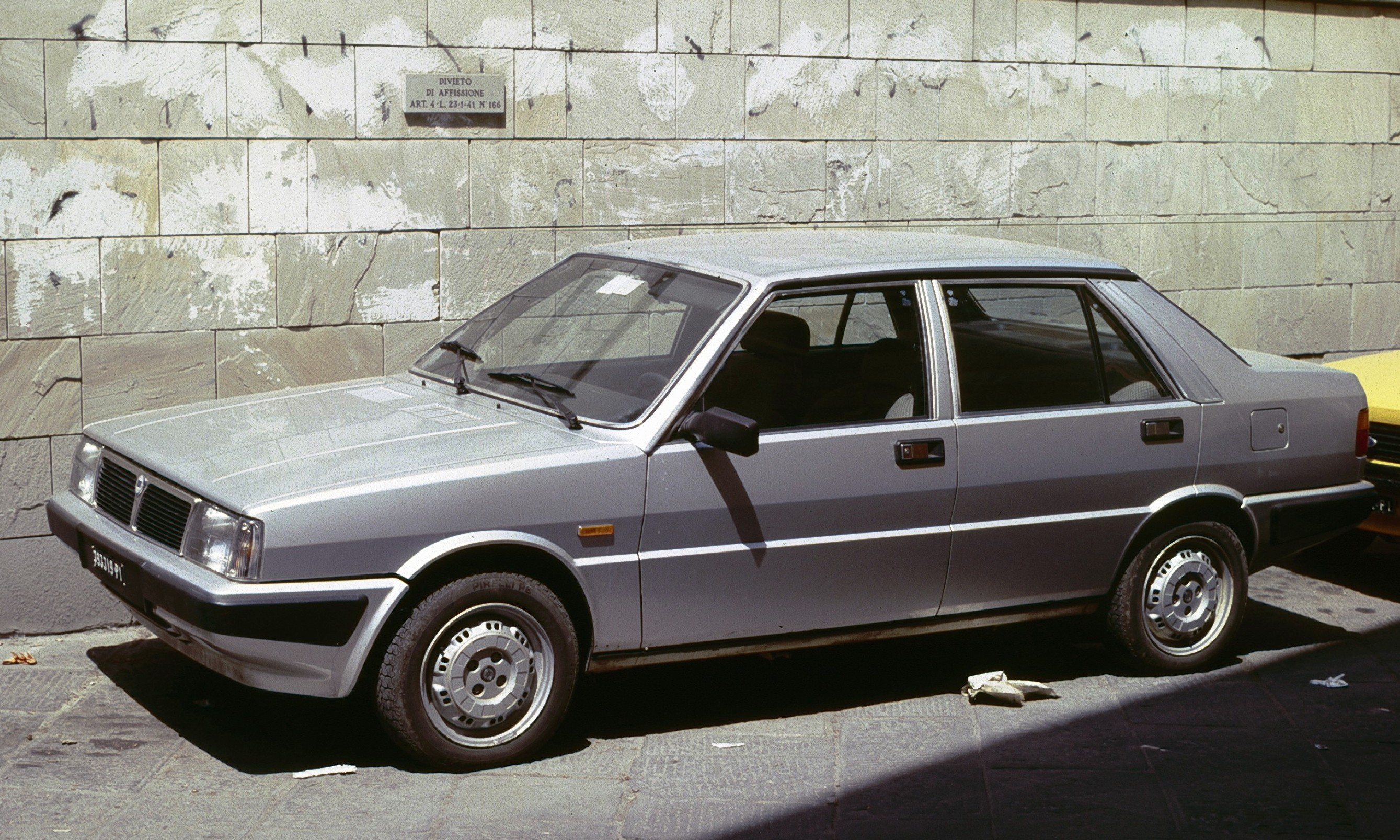
Первая серия

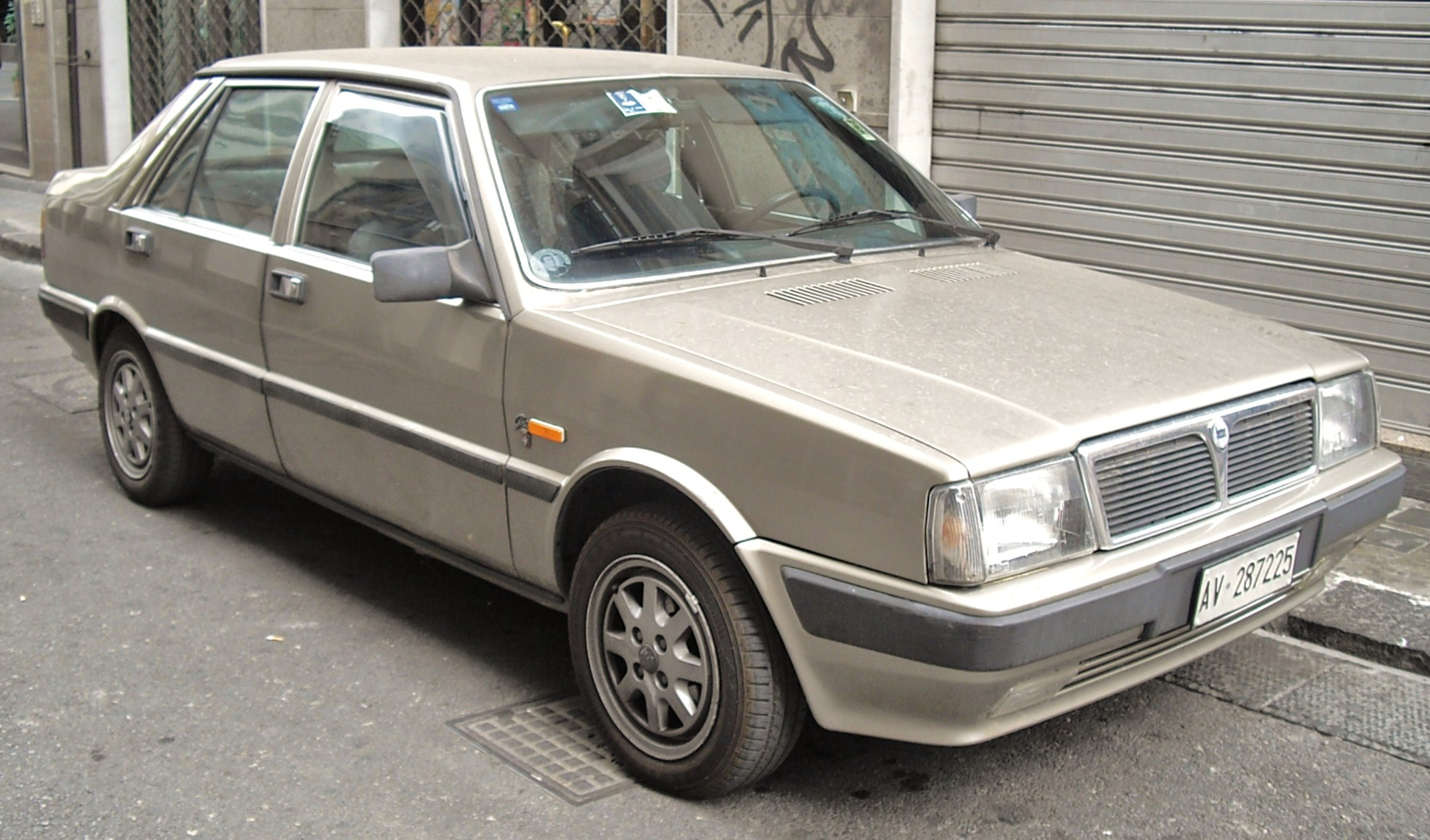
Вторая серия

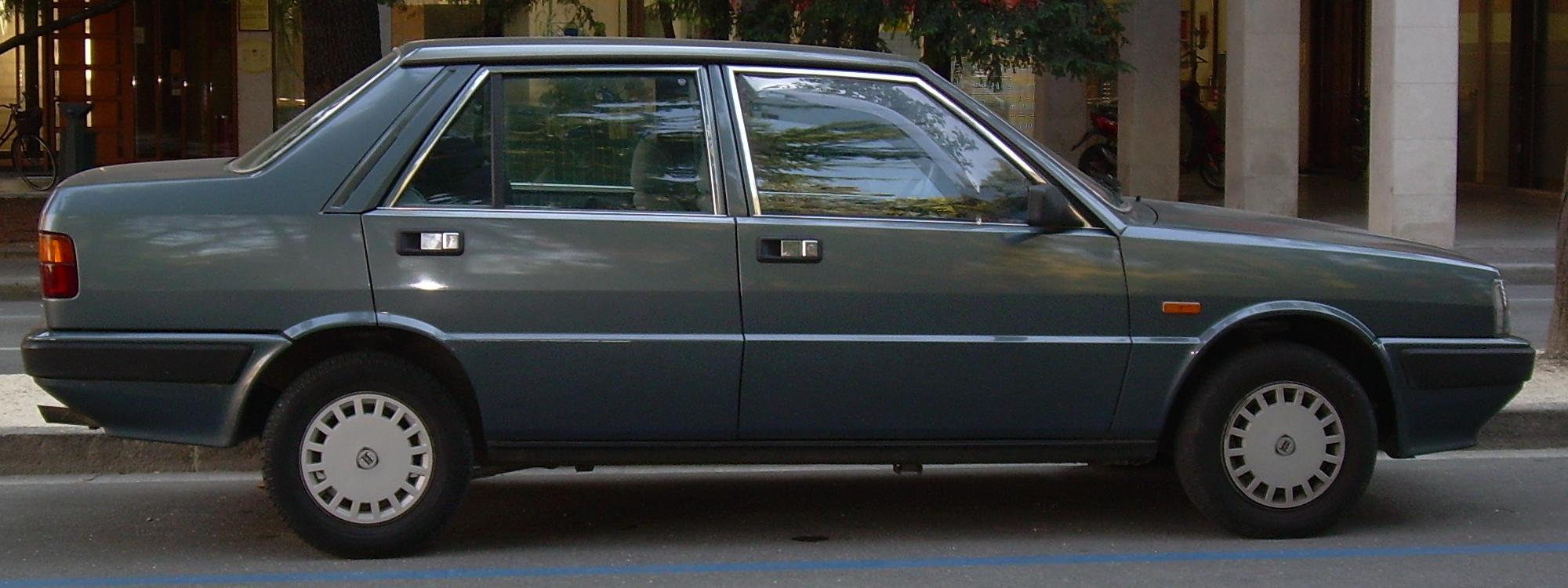
Вторая серия, вид сбоку

### 1982—1986, первая серия
Официальный запуск Prisma состоялся в декабре 1982 года, и продажи в Италии стартовали с января 1983, в то время как в Европе авто был показан летом, на Женевском автосалоне. Изначально было представлено пять моделей, эквивалентных Delta, доступным на 1982 год. Модель Prisma 1300 имела двигатель объёмом 1301 см³, мощностью 78 л. с. и оснащалась 5-ступенчатой коробкой передач; 85-сильный двигатель объёмом 1498 см³ устанавливался на Prisma 1500, а автомобили Prisma 1500 automatica, производившиеся в Верроне, имели 3-ступенчатую автоматическую трансмиссию. Топовой моделью была Prisma 1600, оснащаемая 105-сильным двигателем от автомобиля Delta 1600 GT, объёмом 1585 см³ с двумя распредвалами и системой зажигания от Magneti Marelli. Подобно Delta GT, Prisma 1600 также оснащён четырьмя дисковыми тормозами, 5-ступенчатую коробку передач и низко-профильные широкие колеса.
В июне 1984 года появилась версия с дизельным двигателем, Lancia Prisma diesel. Объём двигателя 1929 см³, 4-цилиндровым с одним распредвалом, он имеет железный блок и алюминиевую голову, двигатель инжекторный; мощность 65 л. с. Двигатель изготавливался Fiat, и устанавливался так же на Fiat Regata DS. Все дизельные Prisma имеют слегка выпуклый капот, закрывающий достаточно высокий двигатель. С производством дизельных автомобилей появились гидравлический усилитель руля, изменились сиденья, ткань обивки и четырёх-спицевое рулевое колесо.
Годом позже, в мае 1985 года, появилась Prisma turbo diesel. 1,9-литровый двигатель для турбодизельной версии Prisma оснащался турбонагнетателем KKK с вестгейтом, присутствовал интеркулер и масляный радиатор; трансмиссия производства ZF, 5-ступенчатая коробка, использовавшаяся на Delta HF turbo. Мощность турбированного двигателя была 80 л. с. и крутящий момент 172 Нм. Турбодизельная Prisma оснащалась дисковыми тормозами, колёсами и шинами от топовой версии 1600.

### 1986—1989, вторая серия
Автомобили второй серии впервые были представлены в апреле 1986 года на Туринском автосалоне. Изменения коснулись как экстерьера, так и интерьера автомобиля. Снаружи появились более современные, обволакивающие бамперы с интегрированными противотуманными фарами; переработаны решётка радиатора и капот, автомобиль приобрёл родственный образ с флагманом Thema. Кроме того, появилась новая вентиляционная решётка на задней стойке и колесные колпаки. Внутри появились новые приборы и система кондиционирования воздуха. Таким образом, на 1986 год были доступны семь моделей (две из них новые): 1.3, 1.5, 1.5 Automatica, 1.6, 1.6 i.e., 4WD, diesel и turbo ds. У моделей 1.3 и 1.5 изменена выхлопная система, обновился карбюратор и система зажигания. Дизельные версии также получили незначительное обновление двигателя, а турбодизель был переименован turbo ds. Новая Prisma 1.6 i.e. имеет двигатель объёмом 1585 см³ с двумя распредвалами, оснащённый электронным зажиганием Weber-Marelli IAW и системой впрыска топлива, выдаёт мощность 108 л. с.. В сравнении с карбюраторной Prisma 1600, которая продолжала продаваться как Prisma 1.6, были изменены: головка блока цилиндров была развёрнута на 180°, в результате чего выпуск, для лучшего охлаждения, встал спереди, а весь двигатель был наклонён вперёд на 18° для снижения центра тяжести.
Другой новой моделью стала Prisma 4WD, с установленным двухлитровым инжекторным двигателем, тремя дифференциалами и системой постоянного полного привода. Производный от флагманского Thema, двигатель объёмом 1995 см³, имеет 8 клапанов и два распредвала, он выдаёт мощность 115 л. с. (85 кВт) и 163 Нм крутящего момента. Оснащался автомобиль четырьмя дисковыми тормозами от 1.6, гидроусилителем руля и широкими, низко-профильными шинами 185/60 на 14-дюймовых 8-спицевых легкосплавных дисках. Относительно других автомобилей Prisma модель 4WD так же отличали и другие незначительные изменения.
В июне 1987 года 4WD был обновлён и переименован в Prisma Integrale; он был доступен в стандартной двухцветной покраске, с алькантаровым салоном, и низкими ценами на полноприводные автомобили на внутреннем рынке (цены были снижены до 10 %).
Последним обновлением Prisma стало введение восьмой, на этот раз представительской модели, Prisma 1.5 LX, в марте 1988 года. Кузов автомобиля так же окрашивали в цвет металлик, изменилась ткань обшивки с бежевым ковровым покрытием.
Производство автомобиля Lancia Dedra, преемника Prisma, началось с 1988 года, продажи стартовали в мае; производство Prisma закончилось в 1989 году.

## Характеристики
Lancia Prisma это четырёхдверный, пятиместный седан со стальным цельным кузовом, двигатель устанавливается спереди, имеет поперечное расположение, полностью независимая подвеска, макферсон, с телескопическими амортизаторами и пружинами, а также стабилизаторами поперечной устойчивости на обеих осях.

### Полноприводная система
Система постоянного привода на четыре колеса у автомобилей Lancia была основана на трёх дифференциалах. Планетарная зубчатая передача служит центральным дифференциалом, который делит крутящий момент между передней и задней осью в соотношении 56 % на переднюю ось, 44 % на заднюю (автомобиль Prisma 4WD). Вязкостная муфта управляемая центральным дифференциалом, предотвращает чрезмерное относительное проскальзывание двух осей. Блокировка дифференциала подключается при низких скоростях водителем с помощью переключателя на приборной панели. Автомобили, если Delta HF была разработана для спортивной езды, то Prisma уже с целью безопасности вождения.

### Двигатели
Как и у Delta, SOHC двигатель (один распредвал) был взят от Fiat Ritmo, доработанный инженерами Lancia с двух-дроссельным карбюратором Weber, новым впускным коллектором, выхлопной системой и зажиганием. На двигатели Fiat инженерами Lancia были установлены алюминиевые головы и инжектор, некоторые детали от Fiat были использованы для доработанного двигателя Lancia i.e.
| Модель               | Годы производства    | Объём                | Механизм ГРМ и система впуска                 | Макс. мощность            | Макс. крутящий момент  | Разгон 0-100 км/ч    | Макс. скорость       |
| Бензиновые двигатели | Бензиновые двигатели | Бензиновые двигатели | Бензиновые двигатели                          | Бензиновые двигатели      | Бензиновые двигатели   | Бензиновые двигатели | Бензиновые двигатели |
| -------------------- | -------------------- | -------------------- | --------------------------------------------- | ------------------------- | ---------------------- | -------------------- | -------------------- |
| 1300                 | 1982-1986            | 1301 см³             | SOHC 8 клапанов, двух-дроссельный карбюратор  | 78 л. с. при 5800 об/мин  | 105 Нм при 3400 об/мин | 14.3 с               | 160 км/ч             |
| 1.3                  | 1986—1989            | 1301 см³             | SOHC 8 клапанов, двух-дроссельный карбюратор  | 75 л. с. при 5800 об/мин  | 104 Нм при 3400 об/мин | —                    | —                    |
| 1.3                  | 1986—1989            | 1301 см³             | SOHC 8 клапанов, двух-дроссельный карбюратор  | 78 л. с. при 5800 об/мин  | 105 Нм при 3400 об/мин | 14.0 с               | 163 км/ч             |
| 1500                 | 1982—1986            | 1498 см³             | SOHC 8 клапанов, двух-дроссельный карбюратор  | 85 л. с. 5800 об/мин      | 126 Нм при 3500 об/мин | 12.0 с               | 165 км/ч             |
| 1500 aut.            | 1982—1986            | 1498 см³             | SOHC 8 клапанов, двух-дроссельный карбюратор  | 85 л. с. 5800 об/мин      | 126 Нм при 3500 об/мин | 14.3 с               | 160 км/ч             |
| 1.5                  | 1986—1989            | 1498 см³             | SOHC 8 клапанов, двух-дроссельный карбюратор  | 75 л. с. при 5600 об/мин  | 118 Нм при 3000 об/мин | —                    | —                    |
| 1.5                  | 1986—1989            | 1498 см³             | SOHC 8 клапанов, двух-дроссельный карбюратор  | 80 л. с. при 5600 об/мин  | 123 Нм при 3200 об/мин | 12.1 с               | 166 км/ч             |
| 1.5 aut.             | 1986—1989            | 1498 см³             | SOHC 8 клапанов, двух-дроссельный карбюратор  | 80 л. с. при 5600 об/мин  | 123 Нм при 3200 об/мин | 14.3 с               | 160 км/ч             |
| 1600                 | 1982-1986            | 1585 см³             | DOHC 8 клапанов, двух-дроссельный карбюратор  | 105 л. с. при 5800 об/мин | 135 Нм при 3500 об/мин | 10.2 с               | 178 км/ч             |
| 1.6                  | 1986—1989            | 1585 см³             | DOHC 8 клапанов, двух-дроссельный карбюратор  | 100 л. с. при 5900 об/мин | 126 Нм при 5000 об/мин | 10.2 с               | 178 км/ч             |
| 1.6 i.e.             | 1986—1989            | 1585 см³             | DOHC 8 клапанов, многоточечный впрыск         | 90 л. с. при 6250 об/мин  | 124 Нм при 4250 об/мин | —                    | —                    |
| 1.6 i.e.             | 1986—1989            | 1585 см³             | DOHC 8 клапанов, многоточечный впрыск         | 108 л. с. при 5900 об/мин | 135 Нм при 3500 об/мин | 9.5 с                | 185 км/ч             |
| 4WD                  | 1986-1987            | 1995 см³             | DOHC 8 клапанов, многоточечный впрыск         | 115 л. с. при 5400 об/мин | 163 Нм при 3250 об/мин | 10.5 с               | 184 км/ч             |
| integrale            | 1987-1989            | 1995 см³             | DOHC 8 клапанов, многоточечный впрыск         | 115 л. с. при 5400 об/мин | 163 Нм при 3250 об/мин | 10.5 с               | 184 км/ч             |
| Дизельные двигатели  |                      |                      |                                               |                           |                        |                      |                      |
| diesel               | 1984-1989            | 1929 см³             | SOHC 8 клапанов, ТНВД                         | 65 л. с. при 4600 об/мин  | 119 Нм при 2000 об/мин | 16.0 с               | 158 км/ч             |
| turbo diesel         | 1984-1986            | 1929 см³             | SOHC 8 клапанов, ТНВД, KKK turbo, intercooler | 80 л. с. при 4200 об/мин  | 172 Нм при 2400 об/мин | 12.9 с               | 170 км/ч             |
| turbo ds             | 1986-1989            | 1929 см³             | SOHC 8 клапанов, ТНВД, KKK turbo, intercooler | 80 л. с. при 4200 об/мин  | 172 Нм при 2400 об/мин | 12.9 с               | 170 км/ч             |